# هانی بن مسعود
هانی بن مسعود بزرگ قبیلهٔ شیبانی، یکی از قبایل بکر بن وائل در زمان جنگ ذوقار بود.
نعمان سوم آخرین پادشاه لخمی‌ها در حیره بود. بین او خسرو پرویز اختلاف و دشمنی افتاد و نعمان از کیفر خسرو در هراس بود تا نامهٔ خسرو بدو رسید که بیا که شاه ایران را به تو نیاز است. چون نامه به نعمان رسید سلاح و مال خویش برگرفت و فرار کرد ولی هیچکس نعمان را نپذیرفت و پناه نداد چون از خشم خسرو می ترسیدند.
نعمان پنهانی به دشت ذوقار، پیش هانی بن مسعود، بزرگ قبیلهٔ بنی شیبان رفت و گفت من زنان خویش و فرزندان و سلاح خانهٔ خود که چهار صد جوشن دارد و چهار صد اسب تازی و همهٔ اموال خویش را به تو می سپرم. سپس نعمان سوی خسرو رفت. خسرو او را زندانی کرد و سپس در زندان به قتل رسید.
بعد از مرگ نعمان، از طرف خسرو، کس پیش هانی، بزرگ طایفهٔ شیبانی فرستادند که اموال را پس بگیرند ولی هانی از دادن اموال خودداری کرده، گفت، تا جان دارم، ترکهٔ نعمان به کس ندهم. چون هانی ابا کرد، خسرو خشمگین شد و گفت که طایفهٔ بکر بن وائل را نابود خواهد کرد و آمادهٔ جنگی شد که بنام جنگ ذوقار معروف است. تمرد هانی بن مسعود، در مقابل خواست خسرو، یکی از عوامل اصلی بروز جنگ ذوقار بشمار می‌رود.
چون سپاه پارسیان بیامدند هانی وحشت کرده، به مردم قبیله بکر بن وائل گفت، «ای گروه بکریان شما تاب سپاه خسرو و عربان همراهشان را ندارید، سوی بیابان فرار کنید» ولی حنظله بن ثعلبه سالار قبایل بکر بن وائل مردم را به ماندن و جنگیدن تشویق کرد. فرماندهان اعراب در جنگ ذوقار هانی بن مسعود و حنظله بن ثعلبه بودند و نتیجهٔ این جنگ شکست سپاه ایران بود.